# Lucien Simon

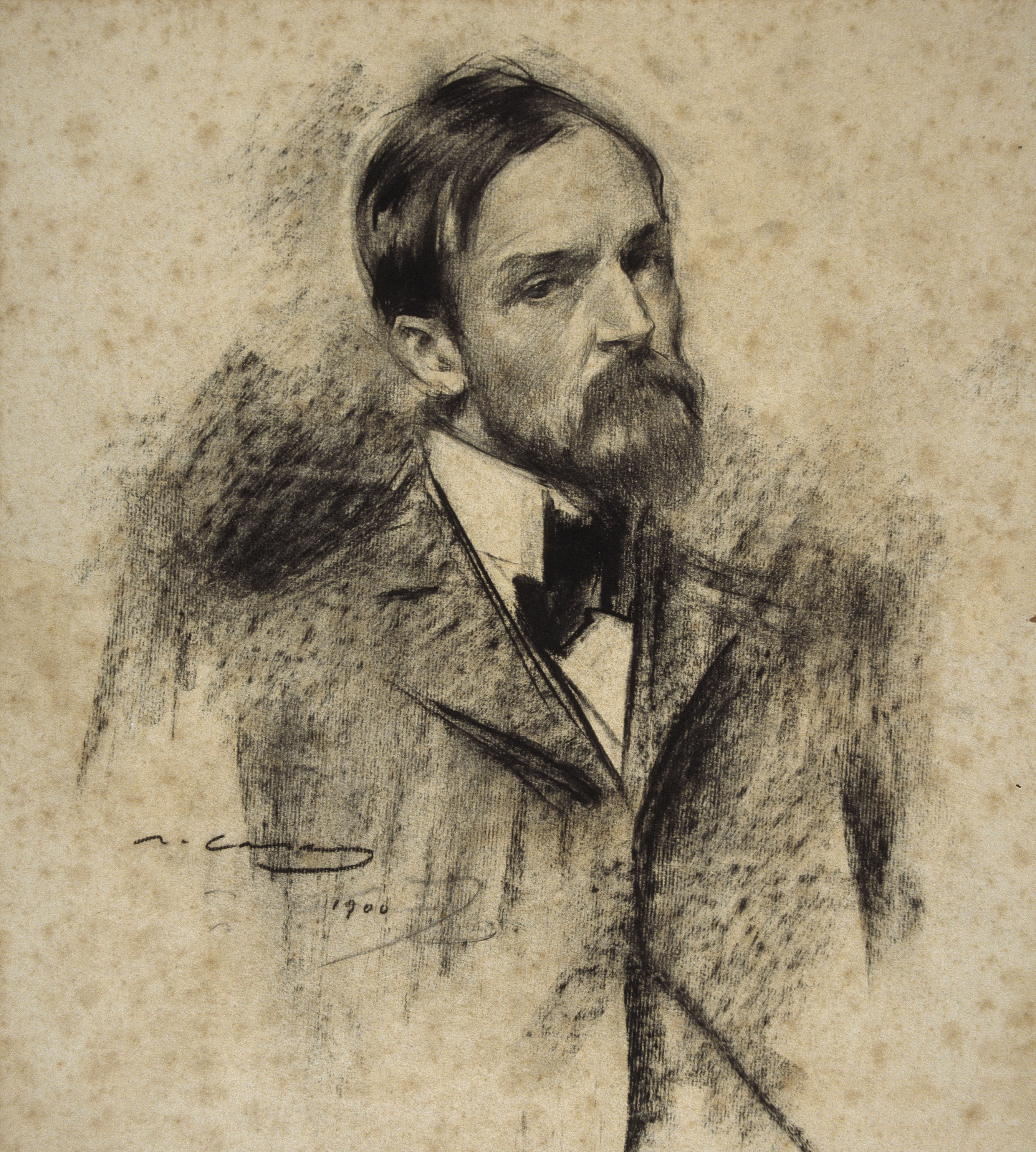
Lucien Simon.

Lucien Joseph Simon, född den 18 juli 1861 i Paris, död den 13 oktober 1945, var en fransk målare.
Simon var lärjunge till Jules Didier och debuterade på salongen 1885 med sin mors porträtt och med fantasin Mannen, som springer efter lyckan. Fram på 1890-talet blev han uppmärksammad, först genom Jesus botar sjuka (där Jesus införs bland samtida fiskartyper från Bretagne, 1894), sedan genom Begravning i Bretagne (1895) och Musiken (en familjefar spelar fiol för hustru och barn i sin fattiga vindskammare, samma år). Från de följande åren förskriver sig en rad betydande bilder från Bretagne: Brottarna, På hemvägen från kyrkan (galleriet i Helsingfors), Marknadscirkus (1898, norska nationalgalleriet), Kyrklig procession på havsstranden (1899, Luxembourgmuseet), Dans i en stuga (1902), Mässa (1904, museet i Mannheim) med flera målningar, utmärkta av kraftig och robust realism i figurkarakteristik och framställningskonst. Jämte ämnen sådana som de nämnda målade Simon interiörer - ofta från sitt eget hem - med figurer i naturlig eller i artificiell belysning. Bland dessa verk finns Kammarmusik (1902), Aftonsamkväm (samma år, Nationalmuseum i Stockholm), Aftonsällskap i ateljén (1905), Sommardag (några barn i ett rum med öppna fönster och utsikt över havet, rummet uppfyllt av sol och havsluft, 1906, Luxembourgmuseet). Humoristisk karakteristik erbjuder Barmhärtighetssystrarna ("Les soeurs quéteuses", två frodiga nunnor på tiggeribesök nos en borgarfru, 1904, staden Paris samling). Han målade även sådana ämnen som Teaterloge och Italienska motiv (Kyrklig ceremoni i Assisi). Till Bretagne återvände han ofta även i sina senare arbeten, exempelvis i Vadet (1910, inköpt av staten), Badande kvinnor (samma år), Fest (1911), Familj i sorg (1913) och Sjömän på kajen (1914).   